# Dasylophia abbreviata
Dasylophia abbreviata är en fjärilsart som beskrevs av William Schaus 1901. Dasylophia abbreviata ingår i släktet Dasylophia och familjen tandspinnare. Inga underarter finns listade i Catalogue of Life.